# Lars Tate
Lars Jamel Tate (Indianápolis, 2 de febrero de 1966 - San Petersburgo, 2 de agosto de 2022) fue un futbolista profesional estadounidense que jugó como running back durante tres temporadas en la National Football League (NFL). Jugó para los Tampa Bay Buccaneers y los Chicago Bears de 1988 a 1990, y anteriormente jugó fútbol americano universitario para los Georgia Bulldogs.

## Primeros años
Nació en Indianápolis, Indiana, el 2 de febrero de 1966. Asistió a North Central High School en su ciudad natal, y fue nombrado Jugador Ofensivo del Año de la Gatorade National High School en su último año de secundaria. Durante su último año en 1983, Tate corrió 1,417 yardas en 149 acarreos para un promedio de 9.5 y 14 touchdowns, habiendo corrido 1,400 yardas y anotado 23 touchdowns el año anterior. Luego estudió en la Universidad de Georgia, jugando para los Georgia Bulldogs y liderando al equipo en carreras terrestres durante las temporadas de 1986 y 1987. Tate fue reclutado por los Tampa Bay Buccaneers en la segunda ronda (53 en general) del Draft de la NFL de 1988 . Firmó un contrato de tres años con opción a un cuarto año a mediados de julio de ese año.

## Carrera
Tate hizo su debut en la NFL con los Buccaneers el 4 de septiembre de 1988, a la edad de 22 años, corriendo 30 yardas en una derrota por 41-14 contra los Philadelphia Eagles. Posteriormente tuvo un esfuerzo de 106 yardas contra los Detroit Lions en su undécimo juego de la temporada. Otro juego memorable durante su año de novato fue cuando anotó un touchdown de 46 yardas después de ser volteado en la línea de golpeo y caer de pie. Durante su primera temporada, Tate lideró a los corredores novatos de la NFL en touchdowns (8), fue el mejor corredor novato en la Conferencia Nacional de Fútbol (467 yardas) y lideró a los Buccaneers. Al año siguiente, jugó 15 partidos (14 como titular) y terminó octavo en la liga en touchdowns terrestres (8), mientras lideraba nuevamente la franquicia en acarreos. Sin embargo, fue liberado después del campo de entrenamiento antes del comienzo de la temporada de 1990.
Tate firmó con los Chicago Bears en septiembre de 1990. Sin embargo, estuvo limitado a solo tres juegos con el equipo, debido a una lesión en el cuello que amenazó su carrera y lo llevó a la reserva de lesionados. En consecuencia, se convirtió en agente libre condicional después de que los Bears permitieron que expirara su contrato y lo colocaron en su lista de desprotegidos.

## Vida personal
Después de retirarse del fútbol profesional, Tate volvió a la escuela y estudió para obtener una licenciatura en economía. También se dedicó al paisajismo con su hermano. Estuvo sobrio tres años antes de su muerte.
Tate estuvo en una unión libre con Kelli Edwards en los tres años anteriores a su muerte. Tuvo tres hijos: Stephan, Lauren y Donavan. Donavan fue reclutado en la primera ronda (tercero en general) del draft de las Grandes Ligas de 2009 por los San Diego Padres y jugó seis años en las ligas menores antes de que las lesiones descarrilaran su carrera. Luego siguió los pasos de su padre y jugó brevemente fútbol americano universitario para los Arizona Wildcats como mariscal de campo.
Falleció el 1 de agosto de 2022 en su casa en San Petersburgo, Florida. Tenía 56 años y le habían diagnosticado cáncer de garganta un mes antes de su muerte.

## Estadísticas
|         | Corriendo | Corriendo | Corriendo | Corriendo | Corriendo | Recepción | Recepción | Recepción | Recepción | Recepción |
| AÑO     | ATT       | YDS       | PROMEDIO  | GNL       | DT        | NO.       | YDS       | PROMEDIO  | GNL       | DT        |
| ------- | --------- | --------- | --------- | --------- | --------- | --------- | --------- | --------- | --------- | --------- |
| 1984    | 114       | 421       | 3.7       | 49        | 3         | 3         | 4         | 1.3       | 9         | 0         |
| 1985    | 105       | 626       | 6.0       | 40        | 3         | 2         | 9         | 4.5       | 8         | 0         |
| 1986    | 188       | 954       | 5.1       | 39        | 16        | 22        | 214       | 9.7       | 52        | 1         |
| 1987    | 208       | 1,016     | 4.9       | 44        | 14        | 13        | 149       | 11.5      | 22        | 0         |
| Totales | 615       | 3,017     | 4.9       | 49        | 36        | 41        | 376       | 9.4       | 52        | 1         |
| Fuente: |           |           |           |           |           |           |           |           |           |           |

|         | Corriendo | Corriendo | Corriendo | Corriendo | Corriendo | Corriendo | Recepción | Recepción | Recepción | Recepción | Recepción |
| AÑO     | EQUIPO    | ATT       | YDS       | PROMEDIO  | GNL       | DT        | NO.       | YDS       | PROMEDIO  | GNL       | DT        |
| ------- | --------- | --------- | --------- | --------- | --------- | --------- | --------- | --------- | --------- | --------- | --------- |
| 1988    | TAM       | 122       | 467       | 3.8       | 47        | 7         | 5         | 23        | 4.6       | 9         | 1         |
| 1989    | TAM       | 167       | 589       | 3.5       | 48        | 8         | 11        | 75        | 6.8       | 19        | 1         |
| 1990    | CHI       | 3         | 5         | 1.7       | 4         | 0         | 0         | 0         | 0.0       | 0         | 0         |
| Totales | —         | 292       | 1,061     | 3.6       | 48        | 15        | 16        | 98        | 6.1       | 19        | 2         |
| Fuente: |           |           |           |           |           |           |           |           |           |           |           |